# Monte del Forno
Monte del Forno – szczyt w paśmie Bergell, w Alpach Retyckich. Leży na granicy między Szwajcarią (Gryzonia), a Włochami (Lombardia).
Na stokach Monte del Forno znajduje się schronisko Forno Hütte. Szczyt leży w okolicy niezbyt popularnej wśród wspinaczy, jednakże spośród okolicznych szczytów to właśnie ten jest najczęściej odwiedzany. Przyczyną tego jest piękny widok jaki rozciąga się ze szczytu. Zobaczyć można między innymi Monte Disgrazia, Piz Badile i Berninagruppe.